# Era Shotoku
Shōtoku (正徳) fue una Era Japonesa Posterior a la Era Hōei y anterior a la Era Kyōhō y abarcó desde el año 1711 al 1716. Reinó el Emperador Nakamikado.

## Cambio de Era
Ocurre el ascenso del Emperador Nakamikado el día 25 del 4.º mes del año 8 de la Era Hōei (1711); este suceso marca el cambio de la era que pasó a ser llamada Era Shōtoku (Shōtoku(正徳) sería literalmente "Virtud de la Justicia")

| Shotoku    | 1erot | 2.º  | 3.º  | 4.º  | 5.º  | 6.º  |
| Gregoriano | 1711  | 1712 | 1713 | 1714 | 1715 | 1716 |

| Predecesor: Era Hōei | Era japonesa 1711 - 1716 | Sucesor: Era Kyōhō |

- Datos: Q1193848